# Jílové (Děčíni járás)
Jílové település Csehországban, Děčíni járásban. Jílové Malšovice, Děčín, Libouchec, Tisá és Rosenthal-Bielatal településekkel határos. Lakosainak száma 4979 fő (2024. január 1.).

## Népesség
A település lakosságának változását az alábbi diagram mutatja:
| Lakosok száma | 4002 | 4590 | 4570 | 4036 | 5195 | 4941 | 5166 | 5147 | 4935 | 4979 |
|               | 1869 | 1900 | 1921 | 1961 | 1991 | 2011 | 2016 | 2019 | 2021 | 2024 |